# Ángel Picazo
Ángel Picazo Alcaraz (Murcia, 1 de julio de 1917-Madrid, 22 de octubre de 1998) fue un actor español que se hizo famoso por sus papeles de galán.

## Trayectoria
Hijo de Ángel y Dolores, abandonó sus estudios universitarios para dedicarse al teatro debutando en 1942 con Los ladrones somos gente honrada, de Enrique Jardiel Poncela. Tras unos inicios marcados por personajes de reparto especialmente en comedias, derivó a papeles de galán y terminó convertido en primer actor del Teatro María Guerrero. 
A lo largo de su carrera interpretó obras de Benito Pérez Galdós, Miguel Mihura, Antonio Buero Vallejo, Alfonso Sastre y Alfonso Paso. En su repertorio, figuran, entre otros, los siguientes títulos: La bella Dorotea, La Malquerida, La vida en un hilo y Eloísa está debajo de un almendro.
Debutó ante la cámara en 1947 y desarrolló una no muy extensa carrera cinematográfica en la que trabajó a las órdenes de algunos de los más destacados directores españoles. Entre los títulos en los que intervino, puede destacarse su recreación del rey Alfonso XIII en Las últimas horas (1966), de Santos Alcocer.
También participó en Pacto de silencio (1949), de Antonio Román, La bella Mimí (1960), de José María Elorrieta, Encrucijada para una monja (1967), de Julio Coll, La curiosa (1973), de Vicente Escrivá y Las verdes praderas (1978), de José Luis Garci. Fue la voz narradora en la película documental Franco, ese hombre de José Luis Sáenz de Heredia.
En la última etapa de su vida profesional tuvo una presencia muy destacada en múltiples espacios de Televisión española, especialmente los dramáticos como Primera fila, Novela y Estudio 1, aunque tuvo también un papel en la sátira de Valerio Lazarov El Irreal Madrid (1969).
A lo largo de los años cuarenta y cincuenta intervino en una serie de doblajes de películas, tanto en Madrid como en Barcelona, prestando su voz a varios protagonistas. La mayoría de estos trabajos se encuentran desaparecidos, pero se puede oír su voz doblando a Gregory Peck en Duelo al sol y a Walter Pidgeon en La señora Miniver. No retomó estas actividades hasta más de veinte años después.
En su libro Bastardos y Borbones, José María Zavala afirma que podría ser hijo ilegítimo del rey Alfonso XIII.

## Teatro
- Los ladrones somos gente honrada (1942), de Enrique Jardiel Poncela.
- Criminal de guerra (1951), de Joaquín Calvo Sotelo,[1]
- Hoy es fiesta (1956), de Antonio Buero Vallejo.
- La riada (1956) de Julia Maura.
- La ciudad sin Dios (1955), de Joaquín Calvo Sotelo.
- El cuervo (1957), de Alfonso Sastre.
- La malquerida (1957), de Jacinto Benavente.
- La reina muerta (1957), de Henry de Montherlant.
- La carreta (1957), de René Marqués.
- Como buenos hermanos (1957), de Lillian Hellman.[2]
- Los pobrecitos (1957), de Alfonso Paso.
- Alta fidelidad (1957), de Edgar Neville.
- Las manos son inocentes (1958), de José López Rubio.
- Tránsito de madrugada (1958), de Santiago Moncada.
- La casa de té de la luna de agosto (1958), de John Patrick.
- Vida moderna (1958), de Álvaro de Laiglesia.
- Catalina no es formal (1958), de Alfonso Paso.
- La vida en un hilo (1959), de Edgar Neville.
- La casa de té de la luna de agosto (1958), de John Patrick
- La desconcertante señora Savage (1959), de John Patrick.
- Los pobrecitos (1959), de Alfonso Paso.
- ¿Quién es Silvia? (1959), de Terence Rattigan.
- La boda de la chica (1960), de Alfonso Paso.
- Micaela (1962), de Joaquín Calvo Sotelo.
- La bella Dorotea (1963), de Miguel Mihura.
- El caso de la mujer asesinadita (1964), con Miguel Mihura y Álvaro de la Iglesia.
- A media luz los tres (1966), de Miguel Mihura.
- El amor del gato y del perro (1967), de Enrique Jardiel Poncela.
- Y en el centro, el amor (1968), de José María Pemán,[3]
- Juegos de medianoche (1971), de Santiago Moncada.
- La visita inesperada (1972), de Agatha Christie.
- Alguno de ustedes (Estudio 1, año 1972), de Diego Fabbri.
- Nueve brindis por un rey (1974), de Jaime Salom.
- Encuentro en otoño (1979), con Conchita Montes.
- Salvar a los delfines (1979), con Amparo Rivelles.
- Cosas de papá y mamá, de Alfonso Paso (1.980).
- La vida es sueño (1981), de Calderón de la Barca.[4]
- La gallina ciega (1983), de Max Aub.
- El alcalde de Zalamea (1988), con Jesús Puente.

## Cine
- Ensayo general para la muerte (1963), de Julio Coll.
- Franco, Ese Hombre (1964) de José Luis Sáenz de Heredia  (Narrador)
- Las verdes praderas (1979), de José Luis Garci.

## Premios
- Medalla de Oro de Valladolid.[5]
- Premio de la Crítica de Barcelona.
- Premio Villa de Madrid (1982), por La vida es sueño.